# Autochloris mathani
Autochloris mathani là một loài bướm đêm thuộc phân họ Arctiinae, họ Erebidae.